# Stanisław Dębniak
Stanisław Dębniak (ur. 15 maja 1925, zm. 2020) – polski oficer, pułkownik WP, oficer Wojsk Obrony Powietrznej Kraju oraz Wojsk Obrony Przeciwlotniczej Wojsk Lądowych

## Życiorys
Jego rodzice byli nauczycielami. W roku 1941 został wywieziony wraz z rodziną na Syberię do Krasnojarskiego Kraju.
Wstąpił do 1 Dywizji Piechoty im. Tadeusza Kościuszki. Przydzielono go do 1 dywizjonu artylerii przeciwlotniczej. Uczestnik walk w Darnicy w kwietniu 1944 r. Ukończył Oficerską Szkołę Artylerii Przeciwlotniczej w Gorkim w 1944 roku. Brał udział w walkach o Warszawę, o wyzwolenie Bydgoszczy, Gryfic, Kołobrzegu. Podczas forsowania Odry został ranny, a swój szlak bojowy zakończył w Berlinie.
Po wojnie pełnił służbę na stanowiskach dowódczych w Oficerskiej Szkoły Artylerii Przeciwlotniczej w Koszalinie oraz zajmował odpowiedzialne stanowiska w Wojskach Obrony Przeciwlotniczej Obszaru Kraju. Między innymi od stycznia 1955 był dowódcą artylerii Wojsk Obrony Przeciwlotniczej Obszaru Kraju w ramach połączonego Dowództwa Wojsk Lotniczych i OPL Obszaru Kraju. Od 1957 roku był szefem Artylerii OPL w 1 KOPL OK. Był długoletnim szefem Wojsk OPL Warszawskiego Okręgu Wojskowego (1968–1985). Absolwent Akademii Sztabu Generalnego WP z 1963 roku.
W stan spoczynku przeszedł w czerwcu 1986 roku.

## Odznaczenia (wybrane)
- Krzyż Srebrny Orderu Wojennego Virtuti Militari
- Krzyż Komandorski Orderu Odrodzenia Polski
- Złoty Medal „Siły Zbrojne w Służbie Ojczyzny”
- Medal „Za udział w walkach o Berlin”
- Złoty Medal „Za zasługi dla obronności kraju”